# Stojan Kočov
Pour les articles homonymes, voir Kočov (homonymie).
 (octobre 2018).
Si vous disposez d'ouvrages ou d'articles de référence ou si vous connaissez des sites web de qualité traitant du thème abordé ici, merci de compléter l'article en donnant les références utiles à sa vérifiabilité et en les liant à la section « Notes et références ».
Stojan Kočov (en macédonien : Стојан Кочов), né le 25 décembre 1930 et mort le 5 janvier 2023 à Skopje, est un historien, scientifique et éditeur macédonien.

## Biographie
De 1946 à 1949, il combat en tant que Partisan dans l'Armée démocratique de Grèce pendant la Guerre civile grecque et a également participé aux organisations macédoniennes communistes dans le nord de la Grèce (NOF). Après la défaite des communistes dans la guerre civile, Kočov fuit en Union soviétique où il vit et étudie de 1950 à 1957. En 1957, il immigre en SR de Macédoine. Stojan Kočov est l'un des plus actifs chercheurs sur la participation des Macédoniens dans la guerre civile grecque. Il a publié de nombreux ouvrages sur le sujet.